# Lotus 80
Lotus 80 — гоночный автомобиль команды Формулы-1 Lotus, выступавший в сезоне 1979 года.

## История
Команда Lotus первой изобрела "автомобиль-крыло", но в сезоне 1979 года, предприняв попытку улучшить его, потерпела неудачу. При создании нового Lotus 80 цель Чепмен заключалась в дальнейшем увеличении прижимной силы без соответствующего снижения аэродинамического сопротивления. Автомобиль не имел переднего спойлера, а вместо традиционных задних крыльев боковые понтоны были продлены назад до хвостовой части автомобиля.
Но первые испытательные сессии продемонстрировали слабости нового Lotus, прижимная сила которого оказалась меньше ожидаемой, поэтому задние крылья пришлось также устанавливать, а это, в свою очередь, привело к увеличению аэродинамического сопротивления. Продолжая работу над новым автомобилем, команда вернулась к использованию прежней модели Lotus 79, которая развивалась одновременно с новой.
Сезон 1979 года стал неудачным для Lotus: команда не выиграла ни одной гонки и заняла лишь 4 место в Кубке конструкторов.

## Результаты выступлений в гонках
| Год  | Шасси    | Двигатель            | Шины | Пилоты   | 1   | 2   | 3   | 4   | 5   | 6   | 7    | 8    | 9   | 10  | 11  | 12  | 13  | 14  | 15  | Место | Очки |
| ---- | -------- | -------------------- | ---- | -------- | --- | --- | --- | --- | --- | --- | ---- | ---- | --- | --- | --- | --- | --- | --- | --- | ----- | ---- |
| 1979 | Lotus 80 | Ford Cosworth DFV V8 | G    |          | АРГ | БРА | ЮАР | СШЗ | ИСП | БЕЛ | МОН  | ФРА  | ВЕЛ | ГЕР | АВТ | НИД | ИТА | КАН | США | 4     | 39   |
| 1979 | Lotus 80 | Ford Cosworth DFV V8 | G    | Андретти |     |     |     |     | 3   |     | Сход | Сход |     |     |     |     |     |     |     | 4     | 39   |

| Легенда к таблице |                                                                    |
| --- | ------------------------------------------------------------------ |
| В таблице перечислены результаты всех Гран-при Формулы-1, в которых использовался автомобиль. Строками таблицы являются сезоны, столбцами — этапы чемпионата мира. В каждой клетке указаны сокращённое название этапа и результат, дополнительно обозначенный цветом. Расшифровка обозначений и цветов представлена в нижеследующей таблице. |                                                                    |
| \| Пример \| Описание \| \| ------------ \| ------------------------------------------------------------------ \| \| 1 \| Победитель \| \| 2 \| Второе место \| \| 3 \| Третье место \| \| 5 \| Финишировал, заработав очки \| \| Сход \| Не финишировал, но при этом заработал очки \| \| 12 \| Финишировал, не получив очков \| \| НКЛ \| Финишировал, но не попал в финальную классификацию \| \| 15 \| Участвовал вне зачёта, либо по отдельной классификации \| \| 18 \| Не финишировал, но попал в финальную классификацию \| \| Сход \| Не финишировал \| \| НКВ \| Не прошёл квалификацию \| \| НПКВ \| Не прошёл предквалификацию \| \| ДСК \| Дисквалифицирован \| \| ИСК \| Исключён из протокола соревнований \| \| ТТ \| Заявлен для участия только в тренировках \| \| НС \| Участвовал в квалификации, но не стартовал в гонке \| \| Т \| Травмирован или болен \| \| ОТК \| Отказ от участия \| \| НТР \| Прибыл на соревнования, но на трассу не выезжал \| \| НПР \| Был заявлен в числе участников, но не прибыл к началу соревнований \| \| О \| Соревнования отменены \| \| \| Не участвовал \| \| Поул-позиция \| \| \| Быстрый круг \| \| |                                                                    |
| Пример | Описание                                                           |
| 1 | Победитель                                                         |
| 2 | Второе место                                                       |
| 3 | Третье место                                                       |
| 5 | Финишировал, заработав очки                                        |
| Сход | Не финишировал, но при этом заработал очки                         |
| 12 | Финишировал, не получив очков                                      |
| НКЛ | Финишировал, но не попал в финальную классификацию                 |
| 15 | Участвовал вне зачёта, либо по отдельной классификации             |
| 18 | Не финишировал, но попал в финальную классификацию                 |
| Сход | Не финишировал                                                     |
| НКВ | Не прошёл квалификацию                                             |
| НПКВ | Не прошёл предквалификацию                                         |
| ДСК | Дисквалифицирован                                                  |
| ИСК | Исключён из протокола соревнований                                 |
| ТТ | Заявлен для участия только в тренировках                           |
| НС | Участвовал в квалификации, но не стартовал в гонке                 |
| Т | Травмирован или болен                                              |
| ОТК | Отказ от участия                                                   |
| НТР | Прибыл на соревнования, но на трассу не выезжал                    |
| НПР | Был заявлен в числе участников, но не прибыл к началу соревнований |
| О | Соревнования отменены                                              |
| | Не участвовал                                                      |
| Поул-позиция |                                                                    |
| Быстрый круг |                                                                    |